# Bröderna i Klara
Bröderna i Klara är en roman av Erik Asklund utgiven 1962.
Den är en skildring av det litterära livet i 1930-talets Stockholm med bland annat de så kallade Klarabohemerna och deras miljö. Boken bildar tillsammans med Livsdyrkarna (1963) och Drakens gränd (1965) en trilogi.

## Personer
- Elon Park (Erik Asklund)
- Fabian Fallin (Nils Ferlin)
- Bertil Mörk (Josef Kjellgren)
- Nils Göing (Artur Lundkvist)
- Edmund Harm (Harry Martinson)
- Emil Sand (Gustav Sandgren)
- Herman Värn (Rudolf Värnlund)
- Bengt Dandy (Gunnar Ekelöf)
- Karl Sorunda (Ivar Lo-Johansson)
- Östen Bodén (Eyvind Johnson)
- Carl Ernst Fält-Dunge (Carl-Emil Englund)
- Agnar Vändel (Ragnar Jändel)
- Johan Dragon (Jan Fridegård)
- Jordens Son (Vilhelm Moberg)
- Arne Ungdal (Arnold Ljungdahl)
- Anton Kravall (Victor Arendorff)
- Pysen (Lille Bror Söderlundh)
- Anders Jidell
- Bleka Adam
- Kalle Masen
- Kavaljeren
- Lasseliten
- Tattarn